# Dekanat Olsztyn Północ
Dekanat Olsztyn Północ – jeden z 21 dekanatów w rzymskokatolickiej archidiecezji warmińskiej.

## Parafie
W skład dekanatu wchodzi 11 parafii:
- parafia św. Rozalii – Kieźliny
- parafia Jezusa Chrystusa Króla Wszechświata – Olsztyn
- parafia Najświętszej Maryi Panny Różańcowej – Olsztyn
- parafia Najświętszej Maryi Panny Saletyńskiej – Olsztyn
- parafia Najświętszej Maryi Panny Wspomożycielki Wiernych – Olsztyn
- parafia św. Anny – Olsztyn
- parafia św. Arnolda – Olsztyn
- parafia św. Jana Bosko – Olsztyn
- parafia św. Józefa – Olsztyn
- parafia św. Wawrzyńca – Olsztyn
- parafia Najświętszej Maryi Panny Nieustającej Pomocy – Słupy

## Historia
Do 15 września 2022 roku w skład dekanatu wchodziło 9 parafii:
- parafia Podwyższenia Krzyża Świętego – Kanigowo
- parafia Niepokalanego Serca Maryi Panny – Łyna
- Parafia św. Wawrzyńca – Muszaki
- Parafia Najświętszej Maryi Panny Królowej Polski – Napiwoda
- Parafia bł. Bolesławy Lament – Nidzica
- Parafia Miłosierdzia Bożego – Nidzica
- Parafia Niepokalanego Poczęcia Najświętszej Maryi Panny i Św. Wojciecha – Nidzica

## Sąsiednie dekanaty
Barczewo, Dzierzgowo (diec. płocka), Nidzica, Olsztynek, Szczytno